# 三药细笔兰
三药细笔兰（学名：Erythrodes triantherae）为兰科小唇兰属下的一个种。

## 扩展阅读
- 維基物種上的相關：三药细笔兰